# Michael Somers
Michael Somers (2 marzo 1995) è un mezzofondista belga.

## Palmarès
| Anno | Manifestazione   | Sede              | Evento         | Risultato | Prestazione | Note                                     |
| ---- | ---------------- | ----------------- | -------------- | --------- | ----------- | ---------------------------------------- |
| 2016 | Europei di cross | Chia              | Corsa U23      | 35º       | 24'02"      |                                          |
| 2016 | Europei di cross | Chia              | A squadre      | Argento   | 53 p.       |                                          |
| 2017 | Europei di cross | Šamorín           | Corsa U23      | 11º       | 24'49"      |                                          |
| 2017 | Europei di cross | Šamorín           | A squadre      | Argento   | 26 p.       |                                          |
| 2018 | Europei di cross | Tilburg           | Corsa seniores | 22º       | 29'49"      |                                          |
| 2018 | Europei di cross | Tilburg           | A squadre      |           |             |                                          |
| 2019 | Universiadi      | Napoli            | 5000 m piani   | 9º        | 14'22"78    |                                          |
| 2019 | Europei di cross | Lisbona           | Corsa seniores | 23º       | 31'25"      |                                          |
| 2019 | Europei di cross | Lisbona           | A squadre      | Argento   | 38 p.       |                                          |
| 2021 | Europei indoor   | Toruń             | 1500 m piani   | Batteria  | dq          |                                          |
| 2021 | Europei di cross | Dublino           | Corsa seniores | 5º        | 30'38"      |                                          |
| 2021 | Europei di cross | Dublino           | A squadre      |           |             |                                          |
| 2022 | Mondiali indoor  | Belgrado          | 3000 m piani   | 13º       | 7'51"65     |                                          |
| 2022 | Europei          | Monaco di Baviera | 5000 m         | 23º       | 13'57"82    |                                          |
| 2022 | Europei          | Monaco di Baviera | 10000 m        | 20º       | 29'10"13    |                                          |
| 2022 | Europei di cross | Venaria Reale     | Corsa seniores | 19º       | 30'32"      |                                          |
| 2022 | Europei di cross | Venaria Reale     | A squadre      |           |             |                                          |
| 2024 | Europei          | Roma              | Mezza maratona | 25º       | 1h03'20"    | Miglior prestazione personale stagionale |
| 2024 | Giochi olimpici  | Parigi            | Maratona       | 22º       | 2h10'32"    |                                          |

## Campionati nazionali
2013
- Bronzo ai campionati belgi under-20, 5000 m piani - 15'16"54
- Argento ai campionati belgi under-20 indoor, 1500 m piani - 4'05"93

2016
- 5º ai campionati belgi, 5000 m piani - 14'25"11

2017
- 9º ai campionati belgi, 1500 m piani - 3'51"02

2018
- Bronzo ai campionati belgi, 1500 m piani - 3'54"43

2019
- Oro ai campionati belgi, 5000 m piani - 14'15"34

2021
- Argento ai campionati belgi, 5000 m piani - 13'39"53
- Argento ai campionati belgi indoor, 3000 m piani - 7'52"67

2022
- Argento ai campionati belgi, 5000 m piani - 13'33"92
- Argento ai campionati belgi indoor, 3000 m piani - 7'48"72

2023
- 10º ai campionati belgi di corsa campestre - 29'41"

## Altre competizioni internazionali
2018
- 24º in Coppa Europa dei 10000 metri ( Londra), 10000 m piani - 28'48"29

2021
- Argento nella First Division degli Europei a squadre ( Cluj-Napoca), 5000 m piani - 13'48"16

2023
- 16º alla Maratona di Berlino ( Berlino) - 2h08'09"
- 23º alla Maratona di Siviglia ( Siviglia) - 2h09'31"

2024
- 32º alla Maratona di Siviglia ( Siviglia) - 2h09'19"
- 7º alla Zevenheuvelenloop ( Nimega) - 43'40"
- 9º alla BOclassic ( Bolzano) - 28'53"

2025
- 7º alla Mezza maratona di Siviglia ( Siviglia) - 1h00'57"